# Lijst van voetbalinterlands Tunesië - Zimbabwe
Deze lijst van voetbalinterlands is een overzicht van alle officiële voetbalwedstrijden tussen de nationale teams van Tunesië en Zimbabwe. De landen hebben tot op heden twee keer tegen elkaar gespeeld. De eerste ontmoeting, een vriendschappelijke wedstrijd, werd gespeeld in Radès op 7 november 1998. Het laatste duel, een groepswedstrijd tijdens de Afrika Cup 2017, vond plaats op 23 januari 2017 in Libreville (Gabon).

## Wedstrijden
| № | Plaats     | Datum           | Competitie        | Wedstrijd          | Uitslag |
| - | ---------- | --------------- | ----------------- | ------------------ | ------- |
| 1 | Radès      | 7 november 1998 | Vriendschappelijk | Tunesië − Zimbabwe | 1 − 1   |
| 2 | Libreville | 23 januari 2017 | Afrika Cup 2017   | Zimbabwe − Tunesië | 2 − 4   |

## Samenvatting
| Competitie        | Totaal gespeeld | Winst Tunesië | Gelijk | Winst Zimbabwe | Doelsaldo Tunesië – Zimbabwe |
| ----------------- | --------------- | ------------- | ------ | -------------- | ---------------------------- |
| Afrika Cup        | 1               | 1             | 0      | 0              | 4 – 2                        |
| Vriendschappelijk | 1               | 0             | 1      | 0              | 1 – 1                        |
| Totaal            | 2               | 1             | 1      | 0              | 5 – 3                        |

## Details

### Eerste ontmoeting
| Vriendschappelijk (Radès, Tunesië, 7 november 1998): |              | |
| Tunesië | 1 – 1        | Zimbabwe |
| Khaled Badra 86' | goals        | 64' Benjamin Masumbuko |
| Francesco Scoglio | bondscoach   | Bruce Grobbelaar |
| Naoufel Yazidi Sofiene Melliti Sami Trabelsi Khaled Badra Radhi Jaïdi Hakim Nouira Bechir Sahbani 67' Nabil Kouki Sirajeddine Chihi Jameleddine Limam Hassan Gabsi 67' | opstellingen | 67' Muzondiwa Mugadza Melusi Ndebele 67' Lloyd Chitembwe Matambana Sibanda Dumisani Mpofu Thulani Ncube 14' Mathembe Ndlovu Ronald Sibanda 56' Kennedy Chihuri 67' Agent Sawu Benjamin Masumbuko |
| Ben Shoudra 67' Hatem Trabelsi 67' | wissels      | 14' Nqobizitha Maezanise 56' Master Masiku 67' Bruce Grobbelaar 67' Alex Munawa 67' Vitalis Takawira                                                                                             |
| | gele kaarten | |

### Tweede ontmoeting
| Afrika Cup 2017 (Libreville, Gabon, 23 januari 2017): |       |                                                                                    |
| Zimbabwe                                              | 2 – 4 | Tunesië                                                                            |
| Knowledge Musona 42' Tendai Ndoro 58'                 | goals | 9' Naïm Sliti 22' Youssef Msakni 36' Taha Yassine Khenissi 45' (pen.) Wahbi Khazri |

FTF · A-internationals · Selecties · Bondscoaches · Tunesisch vrouwenelftal · Olympisch elftal · Tunesië U21 · Tunesië U20 · Tunesië U19 · Tunesië U18 · Tunesië U17
1950 – 1959 · 
1960 – 1969 · 
1970 – 1979 · 
1980 – 1989 · 
1990 – 1999 · 
2000 – 2009 · 
2010 – 2019 ·
2020 − 2029
WK 1978 · 
WK 1998 · 
WK 2002 · 
WK 2006 · 
WK 2018
OS 1960 · 
OS 1988 · 
OS 1996 · 
OS 2004
1957 · 
1958 · 
1959 · 
1960 · 
1961 · 
1962 · 
1963 · 
1964 · 
1965 · 
1966 · 
1967 · 
1968 · 
1969 · 
1970 · 
1971 · 
1972 · 
1973 · 
1974 · 
1975 · 
1976 · 
1977 · 
1978 · 
1979 · 
1980 · 
1981 · 
1982 · 
1983 · 
1984 · 
1985 · 
1986 · 
1987 · 
1988 · 
1989 · 
1990 · 
1991 · 
1992 · 
1993 · 
1994 · 
1995 · 
1996 · 
1997 · 
1998 · 
1999 · 
2000 · 
2001 · 
2002 · 
2003 · 
2004 · 
2005 · 
2006 · 
2007 · 
2008 · 
2009 · 
2010 · 
2011 · 
2012 · 
2013 · 
2014 · 
2015 · 
2016 ·
2017 ·
2018 ·
2019 ·
2020 ·
2021 ·
2022 ·
2023 ·
2024
Algerije ·
Angola ·
Argentinië ·
Australië ·
Bahrein ·
België ·
Benin ·
Bosnië en Herzegovina ·
Botswana ·
Brazilië ·
Bulgarije ·
Burkina Faso ·
Burundi ·
Canada ·
Centraal-Afrikaanse Republiek ·
Chili ·
China ·
Colombia ·
Comoren ·
Congo-Brazzaville ·
Congo-Kinshasa ·
Costa Rica ·
Denemarken ·
Djibouti ·
Duitse Democratische Republiek ·
Duitsland ·
Egypte ·
Engeland ·
Equatoriaal-Guinea ·
Ethiopië ·
Finland ·
Frankrijk ·
Gabon ·
Gambia ·
Georgië ·
Ghana ·
Guinee ·
Ierland ·
IJsland ·
Irak ·
Iran ·
Italië ·
Ivoorkust ·
Japan ·
Joegoslavië ·
Jordanië ·
Kaapverdië ·
Kameroen ·
Kenia ·
Koeweit ·
Kroatië ·
Letland ·
Libanon ·
Liberia ·
Libië ·
Madagaskar ·
Malawi ·
Mali ·
Malta ·
Marokko ·
Mauritanië ·
Mauritius ·
Mexico ·
Mozambique ·
Namibië ·
Nederland ·
Nieuw-Zeeland ·
Niger ·
Nigeria ·
Noorwegen ·
Oeganda ·
Oekraïne ·
Oman ·
Oostenrijk ·
Panama ·
Peru ·
Polen ·
Portugal ·
Qatar ·
Roemenië ·
Rusland ·
Rwanda ·
Saoedi-Arabië ·
Sao Tomé en Principe ·
Senegal ·
Servië en Montenegro ·
Seychellen ·
Sierra Leone ·
Slovenië ·
Soedan ·
Somalië ·
Sovjet-Unie ·
Spanje ·
Swaziland ·
Syrië ·
Tanzania ·
Togo ·
Tsjaad ·
Turkije ·
Uruguay ·
Verenigde Arabische Emiraten ·
Verenigde Staten ·
Wales ·
Wit-Rusland ·
Zambia ·
Zimbabwe ·
Zuid-Afrika ·
Zuid-Jemen ·
Zuid-Korea ·
Zweden ·
Zwitserland
België (2018) ·
Engeland (2018) ·
Oekraïne (2006) ·
Panama (2018) ·
Saoedi-Arabië (2006) · 
Spanje (2006)
ZFA ·
Bondscoaches ·
Selecties · 
Topscorers · 
Zimbabwaans vrouwenelftal
1980 – 1989 · 
1990 – 1999 · 
2000 – 2009 · 
2010 – 2019 ·
2020 − 2029
1980 · 
1981 · 
1982 · 
1983 · 
1984 · 
1985 · 
1986 · 
1987 · 
1988 · 
1989 · 
1990 · 
1991 · 
1992 · 
1993 · 
1994 · 
1995 · 
1996 · 
1997 · 
1998 · 
1999 · 
2000 · 
2001 · 
2002 · 
2003 · 
2004 · 
2005 · 
2006 · 
2007 · 
2008 · 
2009 · 
2010 · 
2011 · 
2012 · 
2013 · 
2014 ·
2015 ·
2016 ·
2017 ·
2018 · 
2019 ·
2020 ·
2021 ·
2022 ·
2023
Algerije ·
Angola ·
Australië ·
Bahrein ·
Benin ·
Bosnië en Herzegovina · 
Botswana ·
Brazilië · 
Burkina Faso ·
Burundi ·
Centraal-Afrikaanse Republiek ·
China ·
Comoren ·
Congo-Brazzaville ·
Congo-Kinshasa ·
Djibouti ·
Egypte ·
Eritrea ·
Ethiopië ·
Gabon ·
Ghana ·
Guinee ·
Indonesië ·
Ivoorkust ·
Jordanië ·
Kaapverdië ·
Kameroen ·
Kenia ·
Koeweit ·
Lesotho ·
Liberia ·
Libië ·
Madagaskar ·
Malawi ·
Mali ·
Marokko ·
Mauritanië ·
Mauritius ·
Mozambique ·
Namibië ·
Nigeria ·
Oeganda ·
Oman ·
Rwanda ·
Qatar ·
Saoedi-Arabië ·
Senegal ·
Seychellen ·
Soedan ·
Somalië ·
Swaziland ·
Tanzania ·
Togo ·
Tunesië ·
Vietnam ·
Zaïre ·
Zambia ·
Zuid-Afrika · 
Zwitserland